# Nombres de Smith
En teoria dels nombres, els nombres de Smith són nombres compostos pels quals, en una base donada (la base decimal per defecte), la suma dels seus dígits és igual a la suma dels dígits dels seus factors primers, repetits tants cops com hi apareguin i sense comptar l'1. Els nombres primers queden exclosos d'aquesta definició, ja que és clar que tots ells satisfan aquesta condició de manera trivial.
Dos exemples de nombres de Smith són el 202 (2x101), ja que 2+0+2=1+0+1+2=4 i el 729 (3x3x3x3x3x3), ja que 7+2+9=3+3+3+3+3+3=18. Existeixen fins a 29.928 nombres de Smith menors que 1.000.000. L'any 1987, McDaniel va demostrar que aquests nombres són infinits.
En base 10, els 15 primers nombres de Smith són:
4, 22, 27, 58, 85, 94, 121, 166, 202, 265, 274, 319, 346, 355, 378, 

## Història
Els nombres de Smith van ser anomenats així per primer cop el 1982 pel matemàtic americà Albert Wilansky, de la Lehigh University, que va descobrir que el número de telèfon del seu cunyat Harold Smith (493-7775) cumplia aquesta curiosa propietat:
4937775 = 3 × 5 × 5 × 65837, mentre que 4 + 9 + 3 + 7 + 7 + 7 + 5 = 3 + 5 + 5 + 6 + 5 + 8 + 3 + 7 = 42.

## Mètodes de generació de nombres de Smith

### Amb nombres Repunit
En matemàtica recreativa, un nombre Repunit és aquell que únicament inclou el dígit 1, com l'11 o el 1111. El terme és un portmanteau de l'anglès repeated unit i va ser usat per primer cop per Albert H. Beiler, l'any 1966.
A través d'aquest tipus de nombres podem trobar nombres de Smith. L'any 1983, Oltikar i Wayland van descobrir que si es multiplica el nombre 3304 per un nombre Repunit, sempre s'obté un nombre de Smith. Per exemple, si multipliquem el nombre 1111x3304, obtindrem el nombre 3.670.744, que és igual a 11x101x2x2x2x7x59. Tant si sumem els dígits del nombre com els dels seus factors primers, obtindrem 31.
Però 3304 no és l'únic nombre que cumpleix aquesta singular propietat. Altres exemples són 1540, 1720, 2170, 2440, 5590, 6040, 7930, 8344, 8470, 8920, 23.590, 24.490, 25.228, 29.080, 31.528, 31.780, 33.544, 34.390, 35.380. Noti's que en tots els casos, la suma dels dígits dels nombres sumen o 10 o 19. Si en l'últim cas tornem a sumar els dígits tindrem que els dígits de tots aquests nombres sumen 10.

### Amb nombres primers de Mersenne
L'any 1984, Patrick Costello va generar nombres de Smith de la forma p x q x 10M on p és un nombre primer i q és un nombre primer de Mersenne, el nombre M ha de ser escollit seguint el següent mètode:
1. S'escull un nombre primer de Mersenne q.
2. S'escull un nombre primer p qualsevol i es fan els passos:
  1. Es calcula ps com a suma de les xifres de p més la suma de les xifres de q
  2. Es calcula el producte de p per q.
  3. Es calcula ds, suma de les xifres del producte de p x q.
3. A continuació:
  1. Si ds<ps, es torna al pas 2, escollint un nou p.
  2. Si ds=ps, llavors p x q és un nombre de Smith.
  3. Si ds>ps, llavors es calcula ds-ps
    1. Si ds-ps és divisible per 7, llavors M=(ds-ps)/7 i p x q x 10M és un nombre de Smith.
    2. Si ds-ps no és divisible per 7, llavors es torna al pas 2 i s'escull un nou valor de p.

Si, per exemple, escollim el nombre de Mersenne q = 217-1 = 131 071 i el nombre primer p = 5011 tenim que:
{\displaystyle ps=(1+3+1+0+7+1)+(5+0+1+1)=20,}
el producte de p i q és igual a:
{\displaystyle 131\,071\times 5011=65\,679\,6781,}
la suma de les xifres de p × q és:
{\displaystyle ds=6+5+6+7+9+6+7+8+1=55.}
ara, atès que ds és més gran que ps podem calcular la seva diferència:
{\displaystyle ds-ps=35}
i, vist que 35 és divisible per 7, el coeficient M serà igual a:
{\displaystyle M=35/7=5}
ara podem calcular el nombre de Smith:
{\displaystyle p\times q\times 10^{5}=65\,679\,678\,100\,000}
Costello va trobar 65 nombres de Smith usant aquest mètode, alguns d'ells molt grans, com ara el 191 × (2216091-1) × 10266 amb 65 319 xifres decimals.

## Generalització
L'any 1987, W.L.McDaniel va generalitzar el concepte als nombres k-Smith. Un nombre m és de k-Smith si satisfà que : Sp(m)=k S(m), on Sp(m) és la suma dels dígits dels factors primers de m i S(m) és la suma dels dígits de m, sent k un nombre natural. Podem veure'n uns quants exemples en la següent taula:
| {\displaystyle k} | Nombres de k-Smith                             |
| ----------------- | ---------------------------------------------- |
| 1/3               | 6969, 19998, 36399, 39693, 66099, 69663,.      |
| 1/2               | 88, 169, 286, 484, 598, 682, 808, 844, 897,.   |
| 1                 | 4, 22, 27, 58, 85, 94, 121, 166, 202, 265,.    |
| 2                 | 32, 42, 60, 70, 104, 152, 231, 315, 316, 322,. |
| 3                 | 402, 510, 700, 1113, 1131, 1311, 2006, 2022,.  |